# Coecobrya whitteni
Coecobrya whitteni — вид колембол родини Entomobryidae. Описаний у 2021 році.

## Етимологія
Вид названо на честь британського натураліста Тоні Віттена (1953—2017) на знак вдячності за його величезний внесок у відкриття та збереження карстових і печерних безхребетних по всій Азії.

## Поширення
Ендемік Таїланду. Поширений у провінції Кхонкен на півночі країни.